# Parafia Świętych Archaniołów Michała, Gabriela, Rafała w Czeladzi
Parafia Świętych Archaniołów Michała, Gabriela, Rafała w Czeladzi – rzymskokatolicka parafia  należy do dekanatu czeladzkiego, diecezji sosnowieckiej. Erygowana w 1989 roku.

## Historia
22 czerwca 1988 roku dekretem bpa częstochowskiego Stanisława Nowaka, na osiedlu „Dziekana” w Czeladzi, został utworzony samodzielny wikariat terenowy. Pierwszym duszpasterzem został ks. Mirosław Siółko, a terenie wikariatu było 4 tys. mieszkańców. Na tymczasową kaplicę zaadaptowano budynek przy ul. Brzozowej, w którym 25 czerwca 1989 roku odprawiono pierwszą mszę świętą. 
24 lipca 1989 roku została erygowana parafia, z wydzielonego terytorium parafii Najświętszej Maryi Panny Bolesnej w Czeladzi-Pisakach. 25 grudnia 1989 roku odprawiono pierwszą mszę świętą w kolejnej tymczasowej kaplicy na osiedlu „Dziekana”, którą 6 czerwca 1990 roku poświęcił bp Stanisław Nowak. 25 marca 1992 roku parafia weszła w skład nowej diecezji sosnowieckiej. 
W październiku 1994 roku rozpoczęto budowę nowego kościoła. 19 listopada 1995 roku bp Adam Śmigielski wmurował kamień węgielny. 30 września 2001 roku poświęcono Dom Parafialny. 5 października 2014 roku bp Grzegorz Kaszak dokonał konsekracji kościoła.
Na terenie parafii jest 4 961 wiernych.

## Proboszczowie
Źródło: 
- ks. Mirosław Siółko (1989–1990)
- ks. kan. Janusz Grela (1990–2022)
- ks. Mirosław Sołtysek (od 2022)

## Zasięg parafii
Ulice: Asnyka, Brzozowa, Daleka, Os. Dziekana, Jasna, Jesienna, Klonowa, Konopnickiej, Kopernika, Krasickiego, Ks. Skorupki, Lipowa, Matejki, Norwida, Nowopogońska (nr nieparzyste 213-231), Orzeszkowej, Piaskowa, Pola, Promyka, Prosta, Prusa, Robotnicza, Rzemieślnicza, Sienkiewicza, Słowackiego, Spacerowa, Stawowa, 27 Stycznia, Wiejska (nr parzyste), Wiosenna, Wyspiańskiego, Zamiejska, Zapolskiej, Zimowa.